# Sikory (Gryfice)
Sikory (deutsch Zicker) ist ein Ort in der Gemeinde Gryfice in der polnischen Woiwodschaft Westpommern.
Bis 1945 war Zicker ein Wohnort in der Gemeinde Rütznow im Kreis Greifenberg.